# 埃多爾城堡

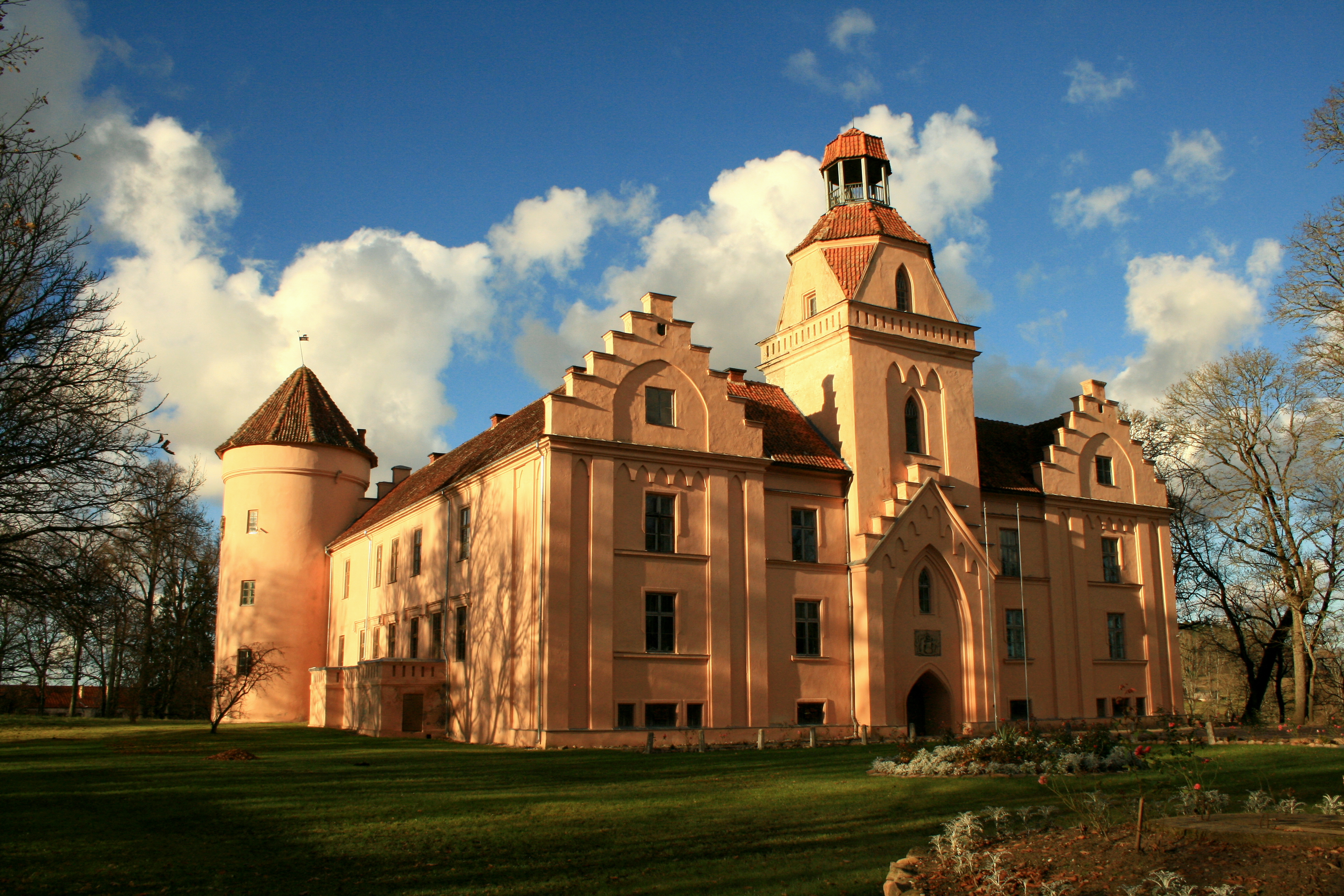
埃多爾城堡

埃多爾城堡是拉脫維亞西部的一座城堡建築，位於埃多爾湖岸，外觀是哥特復興式風格。這座城堡始建於1264年至1267年期間。16世紀時，城堡得到重建。1835年至1841年，城堡得到擴建。

### 延伸阅读
- Zarāns, Alberts. . Riga. 2006. ISBN 9984-785-05-X. OCLC 72358861 （拉脱维亚语及英语）.

 维基共享资源上的相關多媒體資源：埃多爾城堡